# Wim Steins

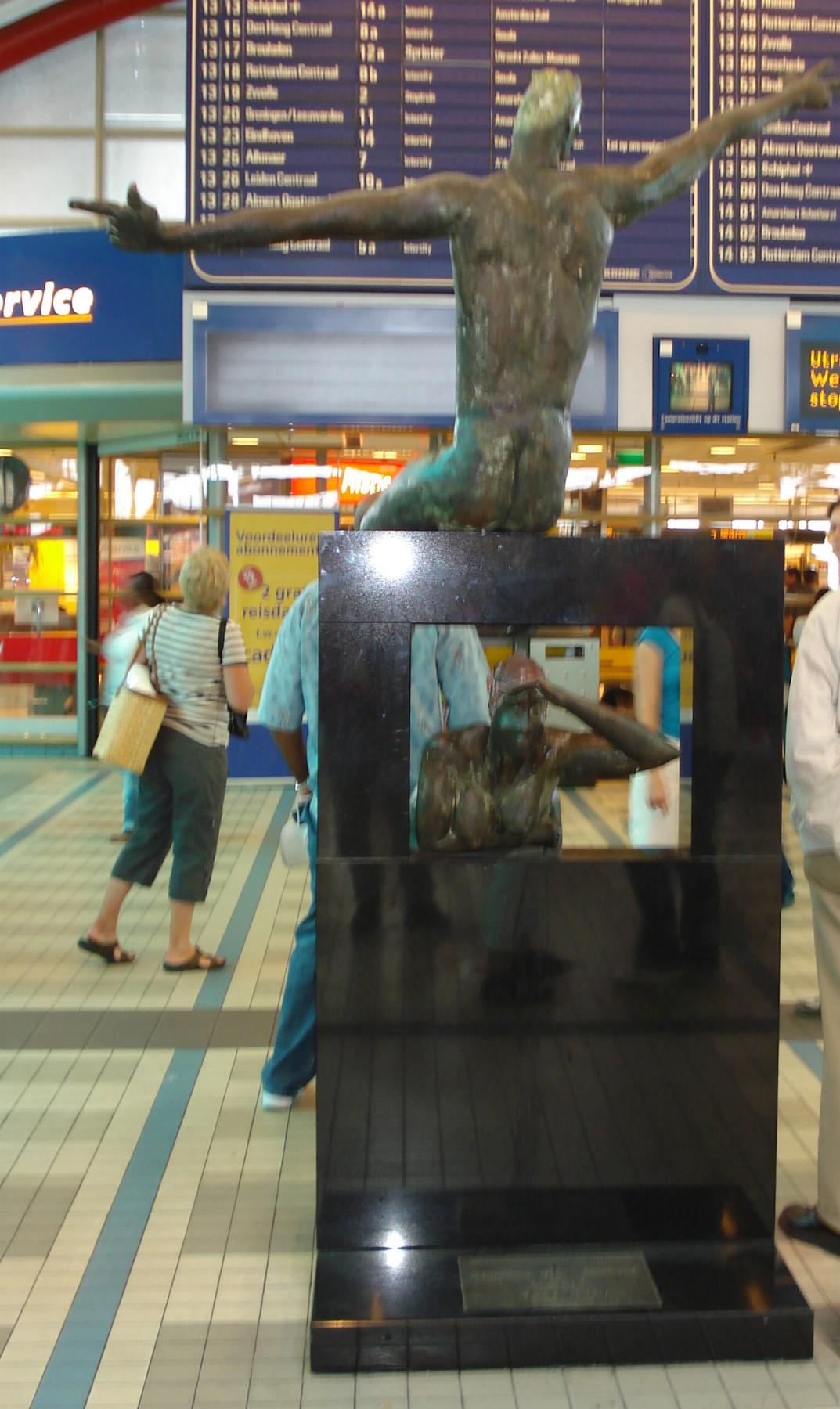
"L'Incontra" (2005), Utrecht.

Wim Steins (Kerkrade, 1953) is een Nederlands beeldend kunstenaar, actief als beeldhouwer, edelsmid en sieraadontwerper.

## Leven en werk
Hij studeerde van 1973 tot 1977 aan de Stadsacademie voor Toegepaste Kunsten in Maastricht. Na afronding van de academie werkte hij vier jaar in verschillende ateliers in Duitsland en bij de Gieterij Sijen. Rond 1980 is hij als zelfstandig beeldend kunstenaar begonnen.
Steins is vooral actief als beeldhouwer. Hij maakt sculpturen veelal in brons en met dierlijke thema's. Hij maakt zowel buitenbeelden als kleiner werk.
Zijn beelden zijn al jaren te zien in onder andere beeldentuin De Pruimengaard in Wijk bij Duurstede. In 2005 werd zijn beeld l'Incontro (de ontmoeting) onthuld in de hal van het Centraal Station van Utrecht. Dit beeld is in 2011 verplaatst naar het bus/trein station in Veendam, vanwege de grootschalige vernieuwing van Centraal station Utrecht.